# Testulosiphon
Testulosiphon es un género de foraminífero bentónico de la familia Astrorhizidae, de la superfamilia Astrorhizoidea, del suborden Astrorhizina y del orden Astrorhizida. Su especie-tipo es Rhizammina indivisa. Su rango cronoestratigráfico abarca el Holoceno.

## Discusión
Clasificaciones previas incluían Testulosiphon en el suborden Textulariina y en el orden Textulariida

## Clasificación
Testulosiphon incluye a la siguiente especie:
- Testulosiphon indivisus